# Clermont-Ferrand
Clermont-Ferrand (AFI: /klɛʀmɔ̃feˈʀɑ̃/; in alvernese Clharmou, in occitano Clarmont-Ferrand o Clarmont o letterariamente Clarmont d'Auvèrnhe, in arpitano Cllârmont-Fèrrand) è un comune francese di 144 817 abitanti, capoluogo del dipartimento del Puy-de-Dôme nella regione dell'Alvernia-Rodano-Alpi.
Formata dall'unione di due città distinte (Clermont, città episcopale e Montferrand, capoluogo di contea), i suoi abitanti si chiamano Clermontois, e più specificatamente quelli del quartiere di Montferrand, Montferrandais. È nota per ospitare la sede della Michelin.

## Storia

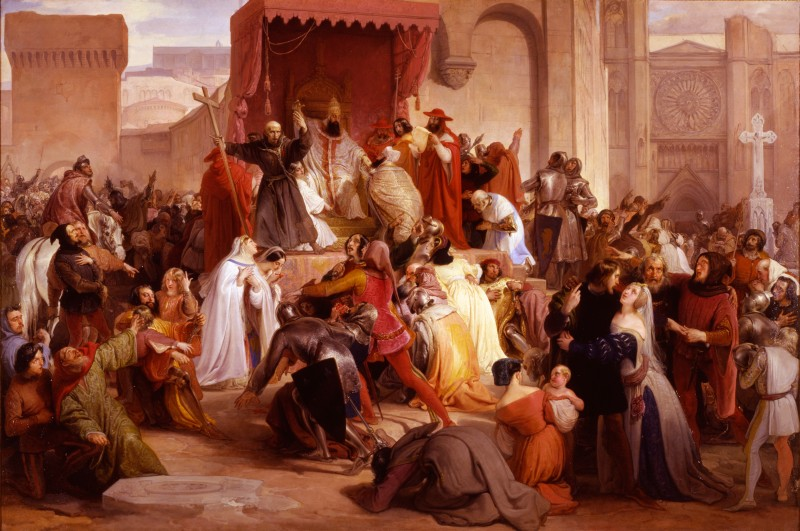
Francesco Hayez, Papa Urbano II sulla piazza di Clermont predica la prima crociata

L'attuale centro cittadino sorge a nord dell'oppidum gallico di Gergovia, antica capitale degli Arverni, menzionata nel VII libro del De bello Gallico, scritto da Gaio Giulio Cesare, durante la conquista della Gallia (dal 58 al 50 a.C.). In epoca imperiale, nel luogo in cui sorge il centro cittadino, venne fondata  la città di Augustonemetum, ossia "il santuario di Augusto".

Tra il 471 e 474 fu assediata dai Visigoti che infine la occuparono nel 475. In questo periodo si ricorda l'operato di Ecdicio e di Sidonio Apollinare nella difesa della comunità gallo-romana.
Le cosiddette Benedizioni di Clermont-Ferrand sono con molta probabilità le più antiche testimonianze scritte, per di più letterarie, dell'occitano.
 Il 27 novembre 1095 papa Urbano II, durante il Concilio di Clermont, tenne il famoso appello di Clermont che viene tradizionalmente ritenuto come la causa che iniziò la Prima Crociata.

## Monumenti e luoghi d'interesse
- Statua equestre di Vercingetorige

### Architetture religiose

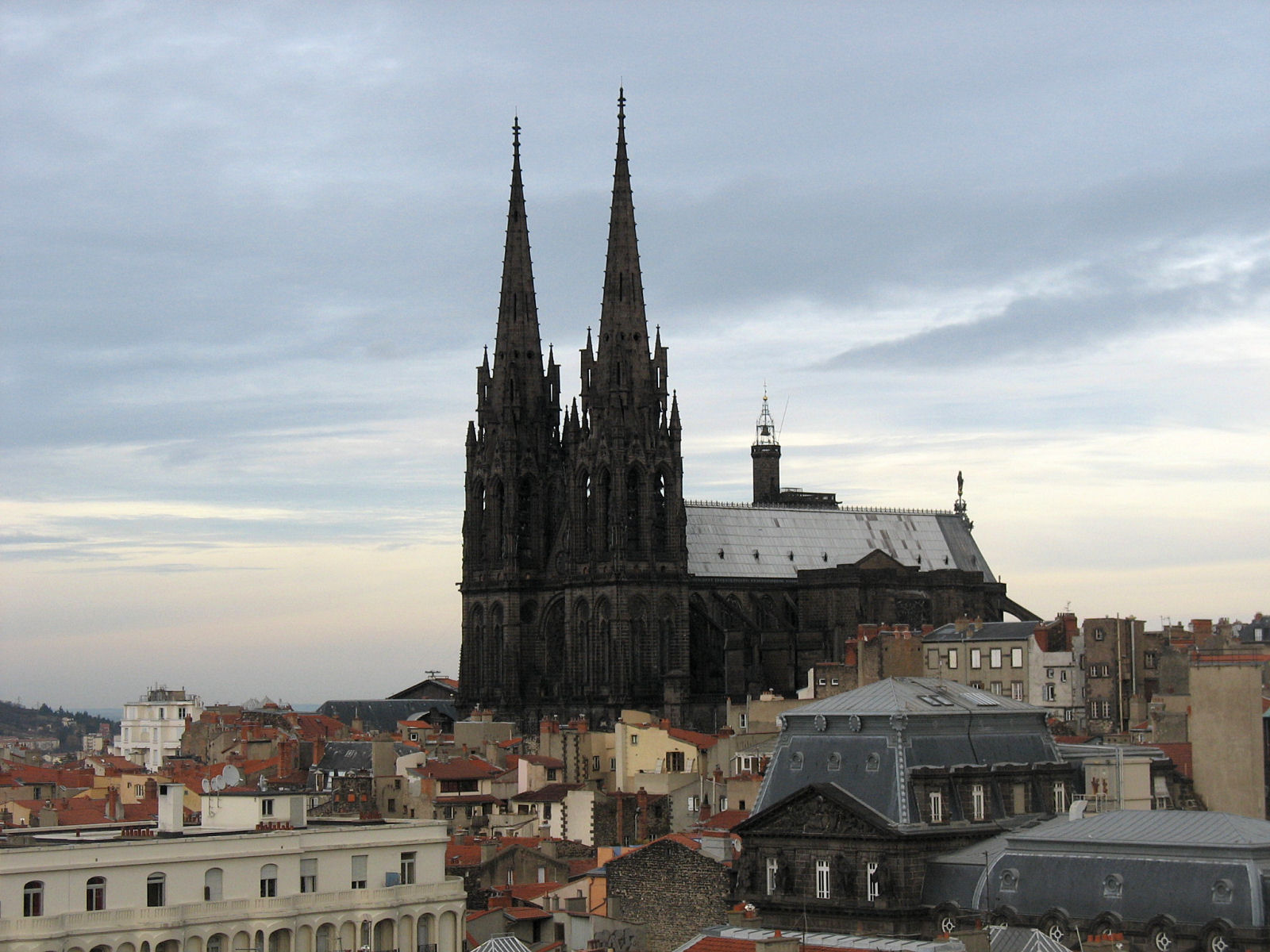
La cattedrale di Clermont-Ferrand

- Cattedrale di Clermont-Ferrand
- Notre-Dame du Port

## Economia
La città è sede dell'azienda degli pneumatici Michelin.
Inoltre si trova la sede della nota casa farmaceutica Théa Pharmaceuticals.

## Amministrazione

### Cantoni
Fino alla riforma del 2014, Clermont-Ferrand era divisa amministrativamente in 9 cantoni:
- Clermont-Ferrand-Centre
- Clermont-Ferrand-Est
- Clermont-Ferrand-Nord
- Clermont-Ferrand-Nord-Ovest
- Clermont-Ferrand-Ovest
- Clermont-Ferrand-Sud
- Clermont-Ferrand-Sud-Est
- Clermont-Ferrand-Sud-Ovest
- Montferrand

A seguito della riforma approvata con decreto del 21 febbraio 2014, che ha avuto attuazione dopo le elezioni dipartimentali del 2015, il territorio comunale di Clermont-Ferrand è stato ripartito in sei cantoni:
- Cantone di Clermont-Ferrand-1
- Cantone di Clermont-Ferrand-2
- Cantone di Clermont-Ferrand-3
- Cantone di Clermont-Ferrand-4
- Cantone di Clermont-Ferrand-5
- Cantone di Clermont-Ferrand-6

Nessun altro comune è incluso nei sei cantoni urbani.

### Gemellaggi
- Aberdeen
- Salford
- Ratisbona
- Homel'
- Oviedo, dal 1988

### Accordi di cooperazione
- Braga
- Norman

## Società

### Evoluzione demografica
Abitanti censiti

## Educazione
- ESC Clermont Business School
- Università Clermont-Auvergne

## Sport
L'ASM (Association sportive Montferrandaise Clermont Auvergne o ASM Clermont Auvergne), più familiarmente Clermont, è un club francese di rugby a 15 di Clermont-Ferrand. Nato nel 1911 come AS Michelin per iniziativa di Marcel Michelin, l'industriale proprietario dell'omonima fabbrica di pneumatici.
Il Clermont Foot è la principale società calcistica della città. Nella stagione 2021-2022 milita in Ligue 1, prima serie del calcio francese.
La squadra di pallacanestro è lo Stade clermontois Basket Auvergne.
Nelle vicinanze sorgeva il Circuit Montagne d'Auvergne, tracciato automobilistico che ha ospitato la Coppa Gordon Bennett e quattro edizioni del Gran Premio di Francia di Formula 1.
La città è rappresentata nel massimo campionato francese di baseball, il Championnat de France de baseball dal club Arvernes de Clermont Ferrand, il quale non ha mai vinto un titolo.

## Cultura
Nel comune si svolge il Festival international du court métrage de Clermont-Ferrand. La città ospita anche il museo L'Aventure Michelin.

## Curiosità
Nei pressi di questa cittadina, più precisamente nelle vicinanze di un cratere di un vulcano spento, Claude Vorilhon, meglio noto con il nome di Rael, fondatore del Movimento raeliano, sostiene di avere avuto un incontro con un extraterrestre il 13 dicembre 1973.
A Clermont-Ferrand, il 19 giugno 1623, nacque il matematico, fisico, inventore, filosofo, moralista e teologo francese Blaise Pascal.